# 초조본 유가사지론 권17
초조본 유가사지론 권17(初雕本 瑜伽師地論 卷十七)은 대한민국 경기도 용인시 처인구에 있는 고려시대의 목판본 불경이다.
1988년 12월 28일 대한민국의 국보 제244호 초조본 유가사지론 권제17(初雕本瑜伽師地論 卷第十七)으로 지정되었다가, 2010년 8월 25일 현재의 명칭으로 변경되었다.

## 개요
『유가사지론』은 인도의 미륵보살이 지은 글을 당나라의 현장(602∼664)이 번역하여 천자문의 순서대로 100권을 수록한 것으로, 11세기에 간행한 초조대장경 가운데 하나이다. 이 가운데 권17은 습(習)자의 함에 들어있는 것으로, 종이질은 닥나무종이이며, 가로 45cm, 세로 28.5cm이다.
처음 새긴 본으로 『현양성교론』 권11(국보 제243호)과 같이 11세기에 새겨 인출한 것으로 보인다. 후에 다시 새긴 본과는 판식과 간행기록이 서로 다르며, 처음에 새긴 이 본은 경(敬)자, 경(竟)자가 각각 횟수가 빠져있으나, 다시 새긴 본은 모두 완전하게 고쳐 새겨지고 있다.
판각기술은 처음 새긴 이 본이 다시 새긴 본보다 나은 편이며, 지금까지 전해지는 초조대장경 가운데 보존상태가 좋은 것에 속한다.

## 참고 자료
- 초조본 유가사지론 권17 - 국가유산청 국가유산포털